# Списък на реките в Украйна
А — Б — В — Г — Д —
Е — Ж — З — И — Й —
К — Л — М — Н — О —
П — Р — С — Т — У —
Ф — Х — Ц — Ч — Ш —
Щ — Ю — Я

### А
- Айдар
- Алма (87,6 км)
- Арбузинка

### Б
- Базавлук (157 км)
- Белка
- Берда (125 км)
- Боровая
- Брагинка (179 км)

### В
- Висун (201 км)
- Волчя
- Ворскла

### Г
- Горин
- Горни Тикич (167 км)
- Грун (85 км)

### Д
- Деркул
- Десна
- Днепър
- Днестър
- Дон
- Дунав

### Е
- Евсуг (82 км)

### Ж
- Жванчик (107 км)
- Желон
- Жеребец (88 км)

### З
- Западен Буг
- Збруч (247 км)

### И
- Ингул (354 км)
- Ингулец (549 км)
- Ирпен (162 км)
- Ирша

### К
- Калмиус
- Каменка
- Кача (69 км)
- Когилник
- Конка
- Короча
- Кривянка (14.9 км)
- Кринка

### Л
- Лозинка (6 км)
- Лупа

### М
- Мерла
- Мертвовод (114 км)
- Миус
- Молочная (197 км)
- Мурафа

### Н
- Нарев

### О
- Орел
- Оржица (117 км)
- Оскол

### П
- Плиска (12 км)
- Припят
- Прут
- Псьол (717 км)

### Р
- Рос

### С
- Саксаган (144 км)
- Салгир (232 км)
- Самара
- Савранка (98 км)
- Сан 433 км, около 40 км по границата между украйна и Полша)
- Свича (107 км)
- Северский Донец
- Сейм
- Синюха (111 км)
- Сирет
- Случ
- Смотрич (169 км)
- Снов
- Соб
- Сож
- Ствига
- Стипа (147 км)
- Стир
- Судост (208 км)
- Сула

### Т
- Тетерев (385 км)
- Тиса (966 км)
- Турия (184 км)
- Тясмин (164 км)

### У
- Уборт
- Удай (342 км)
- Унава (87 км)

### Х
- Хомора
- Хорол (311 км)

### Ч
- Чичиклея (156 км)

### Ю
- Южен Буг